# Merkurova kašna (Brno)
Merkurova kašna nebo též kašna Čtyř živlů byla kašna v Brně, která stávala na náměstí Svobody poblíž ulic Běhounská a Kobližná. Vybudována byla v letech 1693–1699 sochařem Ignácem Janem Bendlem a nahradila původní renesanční kašnu od Jiřího Gialdiho.
Byla polygonálního tvaru o průměru 7,5 m a uprostřed bylo umístěno sousoší o výšce 5,5 m. To znázorňovalo dvě mužské postavy, pravděpodobně symboly řek Svitavy a Svratky, protékajících Brnem, nymfu, držící roh hojnosti jak symbol bohatství, a úplně nahoře byla postava Merkura, jakožto symbolu obchodu. Jiný výklad ale hovoří o čtyřech živlech: Vulkán má být symbolem ohně, Neptun vody, Ceres země a Merkur vzduchu.
Kašna trpěla především v zimních obdobích, kdy bývala i přes obložení v důsledku mrazů a povětrnostních podmínek poškozena. Opravy proběhly v letech 1766, 1835 a naposledy v roce 1850, ovšem už o šest let později bylo nutné provést další opravu. Ta se však již neuskutečnila a roku 1867 byla celá kašna zrušena. Město materiál z nádrže prodalo a sousoší věnovalo Františkovu muzeu, dnes Moravské zemské muzeum, na jehož nádvoří v Biskupském dvoře je umístěno dodnes.